# Gare de Losna
La gare de Losna est une ancienne halte ferroviaire norvégienne, située dans la commune de Ringebu.

## Situation ferroviaire
Située au (PK) 224,15 la gare est à 191 m d'altitude. Elle se trouve entre les gares ouvertes de Hunderfossen et de Kvitfjell.

## Histoire
La halte a été mise en service le 2 novembre 1896. Depuis 2001 la gare est fermée au trafic passager. Elle sert aujourd'hui d'évitement.